# Koff
Koff is een Fins biermerk, type lager. Het bier wordt gebrouwen in Brouwerij Sinebrychoff te Kerava. 
Koff is samen met Karhu het meest verkochte biermerk van Finland. 

## Varianten
- Koff Extra Brew, blond bier met een alcoholpercentage van 4,5% of 5,2%
- Koff Lite, blond bier met een alcoholpercentage van 4,2%
- Koff I, blond bier met een alcoholpercentage van 2,5%
- Koff III, blond bier met een alcoholpercentage van 4,5%
- Koff IV A, blond bier met een alcoholpercentage van 5,2%
- Koff IV B, blond bier met een alcoholpercentage van 7,5%